# 중세 인도

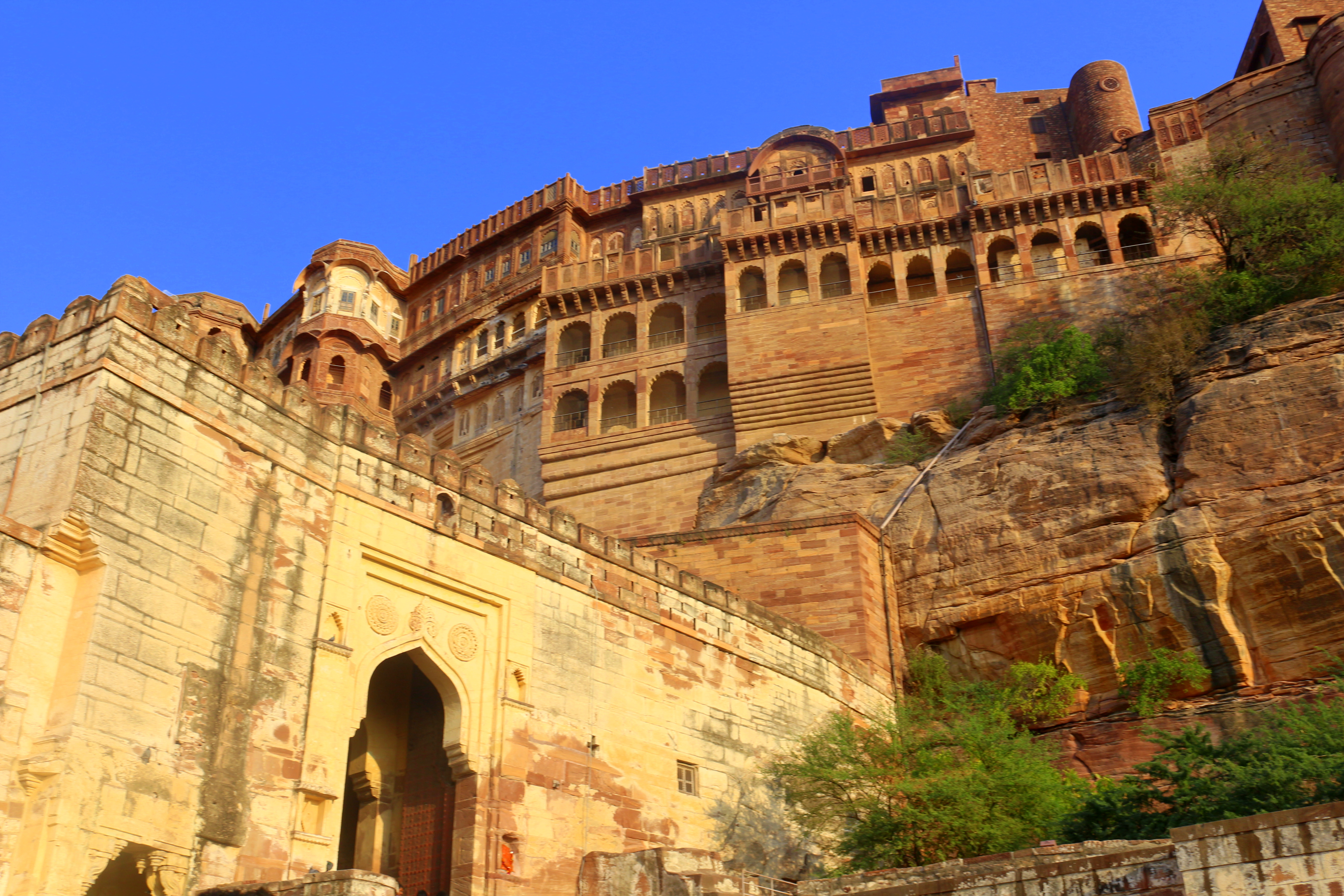
메랑가르 요새는 만도르의 조다 치세 동안 중세 인도에 지어졌다.

중세 인도(힌디어: मध्यकालीन भारत)는 "고대 시기"와 "근대 시기" 사이에 오랫동안 지속된 인도 아대륙의 고전후 시대사를 의미한다. 일반적으로 서기 6세기 굽타 제국의 붕괴부터 1526년 무굴 제국의 시작까지를 인도의 중세로 간주한다. 인도의 중세 시대는 그 자체로 중세 전기와 중세 후기로 구분된다.
중세 전기에는 인도 아대륙에 40개 이상의 나라들이 있었으며, 이 나라들은 다양한 문화, 언어, 문자 체계, 종교를 지니고 있었다. 전기에는 갠지스 평원에 있다가 단명한 팔라 제국이 불교 기관들을 후원하는 등 불교가 이 지역에서 주류를 이루었다. 그러한 기관 중 하나가 오늘날의 인도 비하르주에 있는 날란다 대승원으로, 날란다는 당시 인도 학문의 중심지였으며, 분열된 남아시아를 세계적인 지적 무대에 올려놓았다. 또 다른 업적으로는 나중에 유럽으로 수출되어 체스가 된 차투랑가 게임의 발명을 들 수 있다. 남인도에서는 타밀계 힌두 왕국인 촐라가 오늘날의 스리랑카, 말레이시아, 인도네시아 일부 지역을 통제하고 영토를 감독하는 제국으로서의 명성을 얻었으며, 힌두교와 불교를 동남아시아의 역사적인 문화 지역으로 전파하는 데 도움을 주었다. 이 시기에는 아프가니스탄, 티베트, 동남아시아 등 주변 지역이 남아시아의 영향권에 있었다.
중세 후기에 오늘날의 중앙아시아, 아프가니스탄, 이란 등지의 이슬람 세력은 북인도의 거대한 지역을 정복하여 델리 술탄국을 세우고 16세기까지 다스렸다. 그 결과 남아시아에서는 불교가 쇠퇴했지만, 힌두교와 자이나교는 살아남았다. 비자야나가라 제국은 머나먼 남쪽에서 이슬람 정복에 저항했고, 바흐마니 술탄국과 오랜 경쟁을 촉발했다. 16세기에는 화약이 등장하고, 무굴이라는 새로운 무슬림 제국이 등장했고, 포르투갈 식민지 개척자들이 유럽의 교역소를 건설했다. 무굴 제국은 오스만 제국, 사파비 제국과 함께 이슬람 3대 화약제국 중 하나였다. 이후의 문화 및 기술 발전은 인도 사회를 변화시켜 중세 후기에서 근세로 이행시켰다.

## 용어 및 주기화
중세 인도의 정의는 본질적으로 유럽의 중세와 일치하는 6세기, 7세기 전반,  또는 8세기부터 16세기까지의 기간을 포함하며, 크게 6세기부터 13세기까지 지속된 '중세 전기'와 13세기부터 16세기까지 지속되어 1526년 무굴 제국의 시작으로 끝나는 '중세 후기'의 두 시기로 나눌 수 있다. 16세기부터 18세기까지의 무굴 시대는 흔히 근세라고 불리지만, 때로는 '중세 후기' 에 포함되기도 한다.
이 용어를 아직도 전혀 사용하지 않는 보다 최근의 저자들에게서 자주 볼 수 있는 대안적인 정의는 중세 인도의 시작을 서기 1000년 또는 12세기로 늦춘다. 그 끝은 18세기로 거슬러 올라갈 수 있으므로 이 시기는 사실상 영국령 인도에 대한 무슬림 지배의 시작이거나, 또는 8세기에 시작하여 11세기에 끝나는 "중세 전기" 시기로 간주할 수도 있다.
인도 역사의 한 시기를 일컫는 용어로 '중세'를 사용하는 것은 종종 반발을 받아 왔으며, 아마도 점점 더 드물어지고 있을 것이다(중국 역사에 대해서도 비슷한 논의가 있다). 이 시기의 시작도 끝도 유럽과 비교할 수 있을 정도로 인도 역사의 근본적인 변화를 의미하지 않는다고 주장된다. 버튼 스타인은 그의 저서 <인도의 역사>(1998)에서도 이 개념을 사용하여 굽타 왕조에서 무굴 왕조까지의 기간을 언급했지만, 최근 이 개념을 사용하는 대부분의 저자들은 인도인이다. 당연하게도, 이들은 제목에 해당 시기를 명시하는 경우가 많다.

## 역사

### 중세 전기
이 시기의 시작은 일반적으로 굽타 제국이 약 480년부터 550년까지 천천히 붕괴된 것으로 간주되며, 고대 인도뿐만 아니라 고전적인 시기를 마감하기도 하지만, 이 두 용어는 매우 다른 날짜를 가진 시기, 특히 예술이나 종교의 역사와 같은 전문 분야에서 사용될 수도 있다. 로밀라 타파르에 따르면 그 이전 시기의 또 다른 대안은 "기원전 6세기부터 서기 6세기까지"에 이르는 "초기 역사"이다.
적어도 북인도에는 델리 술탄국, 또는 확실히 무굴 제국때까지 더 큰 국가는 없었지만, 오랜 기간 동안 넓은 지역을 지배한 여러 왕조와 더 작은 지역을 지배한 많은 다른 왕조들이 있었고, 종종 더 큰 국가들에게 어떤 형태의 공물을 바치기도 했다. 존 키는 지역 라자들을 제외하고 아대륙에 존재했던 왕조의 수를 20~40개 정도로 추정한다.
- 팔라바 왕조는 3세기부터 9세기까지 텔루구와 일부 타밀 지역을 통치한 왕조였다.
- 하르샤 제국은 푸시야부티 왕조의 하르샤가 601년부터 647년까지 북인도 대부분을 잠시 지배했던 기간의 제국이다.
- 구르자라-프라티하라 왕조는 6세기부터 11세기까지 굽타 제국에 맞설 정도로 북인도의 광대한 지역을 지배했던 인도 북부의 마지막 최대 왕조였다. 이들은 프라티하라 제국으로 불렸기 때문에 다른 왕국들과 차별화될 수 있다.
- 찰루키아는 6세기에서 12세기 사이에 데칸 서부 대부분과 인도 남부 일부 지역을 통치했다. 칸나다어를 사용했고 수도는 바다미였다.
- 라슈트라쿠타 왕조는 6세기에서 10세기 사이에 인도 아대륙의 대부분을 통치한 칸나다계 왕조로, 이들이 마하라슈트라주에 지은 엘로라 석굴은 오늘날 유네스코 세계문화유산으로 지정되었다.
- 동찰루키아는 7세기와 12세기 동안 존재했던 남인도 칸나다-텔루구 왕조로 오늘날의 안드라프라데시에 위치해 있었으며, 이들은 서찰루키아의 후손이었다.
- 팔라 제국은 인도의 마지막 주요 불교 왕조로 8세기부터 12세기까지 벵골에서 잠시 동안 북인도의 대부분을 지배했다.
- 촐라 제국은 9세기부터 13세기까지 타밀나두를 통치하고 그 절정기에는 동남아시아까지 영토를 확장한 남인도 제국이다.
- 서찰루키아 제국은 10세기와 12세기 사이에 서부 데칸의 대부분과 남인도의 일부를 지배했다. 칸나다어를 사용하는, 바다미에 수도를 두었다.
- 칼라추리 왕조는 10-12세기 동안 중앙 인도의 지배 왕조였다.
- 초타나그푸르의 나그반시는 자르칸드의 초타나그푸르 고원을 지배했다.
- 서강가 왕조는 고대 카르나타카의 중요한 지배 왕조로, 종종 약 350년에서 1000년까지 더 큰 국가들의 통치하에 있었다. 슈라바나벨라골라의 거대한 유일무이한 바후발리는 그들의 통치 기간 동안 지어졌다.
- 동강가 왕조는 칸나다 서강가 왕조와 타밀 촐라 제국의 후손으로, 오디샤 지역을 지배하는 왕조였다. 그들은 유명한 코나라크 태양 사원과 푸리의 자간나트 사원을 지었다.
- 호이살라는 10세기와 14세기 사이에 현대 카르나타카 주의 대부분을 지배했던 유명한 남인도 칸나다계 제국으로, 호이살라의 수도는 처음에 벨루르에 위치했지만 나중에 할레비두로 옮겨졌다.
- 카카티야 왕조는 1083년부터 1323년까지 오늘날의 인도 안드라프라데시주를 지배한 텔루구 왕조이다.
- 세나 왕조는 벵갈에서 11세기와 12세기까지 통치했던 힌두 왕조이다. 그 절정에 있었던 제국은 인도 아대륙의 북동쪽 지역의 많은 부분을 차지했다. 세나 왕조의 통치자들은 그들의 기원을 카르나타카의 남부 인도 지역으로 추적했다.
- 카마루파는 4세기에서 12세기까지 아삼에 존재했던 왕국으로, 바르만 왕조, 믈레차 왕조, 팔라 왕조의 세 왕조가 다스렸다.

### 중세 후기
이 시기는 무슬림의 인도 아대륙 정복과 불교의 쇠퇴, 델리 술탄국의 건국과 인도-이슬람 건축의 창시, 그리고 세계 주요 무역 국가인 벵골 술탄국이 뒤따르는 시기이다.
- 벵골 술탄국(1352~1576년)은 벵골과 버마 대부분을 통치했다.
- 칸데시 술탄국은 파루키 왕조 치하에서 1382년부터 1601년까지 칸데시 지역을 통치했다.
- 자운푸르 술탄국은 1394년부터 1479년까지 인도 북부를 통치했다.
- 구자라트 술탄국은 1407년부터 1573년까지 오늘날의 구자라트주를 통치했다.
- 말와 술탄국은 1392년부터 1562년까지 말와 지역을 통치했다.
- 바흐마니 술탄국은 1347년부터 1527년까지 데칸 지역을 통치했다.
- 마두라이 술탄국은 1335년부터 1378년까지 인도 남부를 통치했다.
- 체로 왕조는 12세기부터 18세기까지 우타르프라데시 동부, 비하르, 자르칸드 지역을 통치했다.
- 델리 술탄국은 1206년부터 1526년까지 델리에 본거지를 두다 무굴 제국에게 멸망한 술탄국으로, 총 5개의 왕조가 존재했다.
- 가자파티 제국은 1434년에서 1541년 사이에 칼링가(오늘날의 오디샤주)를 통치했던 중세 힌두 왕조이다.
- 초타나그푸르의 나그반시는 자르칸드의 초타나그푸르 고원을 지배했다.
- 세우나 왕조(1190~1315년)은 전성기에는 수도 데바기리를 중심으로 퉁가바드라에서 나르마다 강까지, 오늘날의 마하라슈트라주, 카르나타카주 북부, 마디아프라데시주 일부를 포함한 영토를 통치했던 옛 칸나다-마라타계 왕조이다.
- 레디 왕국(1325년~1448년)은 오늘날의 안드라프라데시주를 통치했다.
- 비자야나가라 제국(1336–1646)은 데칸 고원 지역의 카르나타카에 기반을 둔 칸나다계 힌두 제국으로, 유네스코 세계문화유산으로 지정된 카르나타카주의 벨라리구에 있는 함피가 그들의 수도였다.

#### 기타 주요 왕국
- 라지푸트 국가들은 오늘날의 라자스탄주를 지배했던 라지푸트계 힌두 국가들의 집단이었고, 때때로 마디아프라데시, 구자라트, 우타란찰, 히마찰프라데시, 서부 우타르프라데시 및 중앙 우타르프라데시의 대부분을 지배했다. 많은 라지푸트 왕국들은 인도 독립 전까지 무굴 제국의 통치하에 그리고 영국령 인도에서 번왕국으로서 지속되었다.

#### 북동인도
- 자인티아 왕국은 500년부터 1835년까지 오늘날의 방글라데시의 실렛주에 존재했던 모계 왕국이다.
- 추티아 왕국은 12세기부터 1524년까지 아삼과 아루나찰프라데시 지역을 다스리다가 아홈 왕국에게 멸망하였다.
- 카마타 왕국은 13세기 중반에 설립되어 1582년에 코흐 비하르(나중에 번왕국이 됨)과 코흐 하조(나중에 무굴 제국과 아홈 왕국에 부분적으로 흡수됨)로 분리되었다.
- 아홈 왕국은 1228년에서 1826년까지 아삼주의 브라마푸트라 계곡을 다스렸으며, 마지막에는 영국에 의해 멸망하였다.
- 디마사 왕국은 13세기부터 1832년까지 아삼의 노스캐처힐스와 바라크 계곡에 있었으며, 결국 영국에 합병되었다
- 기원을 알 수 없는 트위프라 왕국은 영국령 인도 시대에 번왕국으로 살아남아 인도로 흡수되었다.
- 마니푸르 왕국은 영국령 인도 제국 시기에 번왕국이 되었고 1949년 인도로 흡수되었다.

### 근세
1526년 무굴 제국의 시작은 흔히 무굴 시대라고 불리는 인도사의 근세의 시작을 나타낸다. 때때로, 무굴 시대는 '중세 후기'로도 불린다.
- 1646년 비자야나가라 제국의 멸망 이후 남인도의 일부를 지배했던 칸나다, 텔루구, 타밀 왕들의 나야카 왕조들. 그들의 공헌은 이케리, 스리 랑가, 마두라이, 치트라두르가에서 확인할 수 있다. 가장 초기의 왕조는 14세기 초, 가장 후기의 왕조는 19세기 후반으로 거슬러 올라간다.[27][28]
- 마이소르 왕국은 1399년에 오늘날 마이소르 근처에 세워진 남인도의 왕국으로 1646년 비자야나가라 제국이 멸망한 후 완전히 독립하였다. 이후 영국에 의해 크기는 줄어들었지만 1947년까지 와디야르 왕조에 의해 번왕국으로 존속하였다.
- 무굴 제국은 중앙아시아 출신의 튀르크-몽골계 출신인 바부르에 의해 설립된 제국이었다. 이 제국은 16세기부터 18세기 초까지 인도 아대륙 대부분을 통치했지만, 그 후에도 한 세기를 더 존속하다가 1857년에 공식적으로 사라졌다.
- 마라타 제국(1674–1818)은 오늘날의 인도 서부의 마하라슈트라에 기반을 둔 제국이었다. 마라타는 18세기에 인도의 대부분 지역에서 무굴의 통치를 대체했지만, 19세기 초에 영국-마라타 전쟁에서 패배하고 번왕국들의 통치자로 존속하다 사라졌다.
- 바라트푸르국은 1722년 현대의 도시 바라트푸르 주변에 세워진 자트족 왕국이다. 무굴 제국의 멸망 시기에 세워졌으며, 침략자들에 의해 크기가 줄어들었지만 1947년까지 번왕국으로 존속했다.
- 시크 제국(1799–1849)은 인도 아대륙 북서부 지역에서 펀자브 지역의 마하라자 란지트 싱의 지도 하에 생겨난 강대국이었다. 제2차 영국-시크 전쟁에서 영국이 승리한 후, 19세기 초와 중반 사이에 영국 동인도 회사에 의해 멸망했다.[29]

## 역사학계
중세 인도를 소재로 쓰여진 현대 역사 작품들은 그 시기의 역사학을 연구하는 학자들로부터 약간의 비판을 받았다. E. Sedharan은 인도 독립 이후부터 1960년대까지 인도 역사가들은 종종 인도 국민주의에 의해 동기부여를 받았다고 주장한다. 피터 하디는 당시까지 중세 인도에 대한 현대 연구의 대부분은 영국과 힌두 역사가들에 의해 작성된 반면, 현대 무슬림 역사가들의 연구는 과소 대표되었다고 지적한다. 그러나 그는 당시 중세 인도에 대한 현대 무슬림 역사학의 일부가 "중세 무슬림의 삶을 현대 세계에 정당화"하려는 이슬람 변증학에 의해 동기를 부여받았다고 주장한다.
람 샤란 샤르마는 인도사가 고대 '힌두' 시대와 중세 '무슬림' 시대, 현대 '영국' 시대로 구분되는 단순화 방식을 비판해왔다. 그는 고대 인도가 끝난 시점과 중세 인도가 시작된 시점이 명확하게 구분되지 않는다고 주장하면서 7세기부터 13세기까지의 날짜에 주목한다.

## 참고자료
- Avari, Burjor, India: The Ancient Past: A History of the Indian Subcontinent from C. 7000 BCE to CE 1200, 2016 (2nd edn), Routledge, ISBN 1317236734, 9781317236733, google books
- Berger, Eugene; Israel, George; Miller, Charlotte; Parkinson, Brian; Reeves, Andrew; Williams, Nadejda (2016). 《World History Cultures, States and Society to 1500》 (PDF). University of North Georgia Press. ISBN 978-1-940771-10-6. OCLC 961216293.
- Farooqui, Salma Ahmed, A Comprehensive History of Medieval India: From Twelfth to the Mid-Eighteenth Century, 2011, Pearson Education India, ISBN 8131732029, 9788131732021, google books
- Harle, J.C., The Art and Architecture of the Indian Subcontinent, 2nd edn. 1994, Yale University Press Pelican History of Art, ISBN 0300062176
- Keay, John, India: A History, 2000, HarperCollins, ISBN 0002557177
- Michell, George, (1977) The Hindu Temple: An Introduction to its Meaning and Forms, 1977, University of Chicago Press, ISBN 978-0-226-53230-1
- Rowland, Benjamin, The Art and Architecture of India: Buddhist, Hindu, Jain, 1967 (3rd edn.), Pelican History of Art, Penguin, ISBN 0140561021

## 추가 읽기
- Gopinath Sharma (1954). 《Mewar & the Mughal Emperors (1526–1707 A.D.)》 (영어). S.L. Agarwala.
- Jadunath Sarkar (1960). 《Military History of India》 (영어). Orient Longmans. ISBN 9780861251551.
- Romila Thapar (1990년 6월 28일). 《A History of India》 (영어). Penguin UK. ISBN 978-0-14-194976-5.
- Satish Chandra; Historiography, Religion and State in Medieval India, Har-Anand Publications, 2010.
- Elliot and Dowson: The History of India as told by its own Historians, New Delhi reprint, 1990.
- Elliot, Sir H. M., Edited by Dowson, John. The History of India, as Told by Its Own Historians. The Muhammadan Period; published by London Trubner Company 1867–1877. (Online Copy: The History of India, as Told by Its own Historians. The Muhammadan Period; by Sir H. M. Elliot; Edited by John Dowson; London Trubner Company 1867–1877 – This online Copy has been posted by: The Packard Humanities Institute; Persian Texts in Translation; Also find other historical books: Author List and Title List)
- Gommans, Jos J. L. (2002), Mughal Warfare: Indian Frontiers and Highroads to Empire, 1500–1700, Routledge, ISBN 0-415-23989-3.
- Lal, K. S. (1999). Theory and practice of Muslim state in India. New Delhi: Aditya Prakashan.
- Majumdar, Ramesh Chandra; Pusalker, A. D.; Majumdar, A. K., 편집. (1960). 《The History and Culture of the Indian People》 VI. Bombay: Bharatiya Vidya Bhavan.
- Majumdar, Ramesh Chandra; Pusalker, A. D.; Majumdar, A. K., 편집. (1973). 《The History and Culture of the Indian People》 VII. Bombay: Bharatiya Vidya Bhavan.
- Misra, R. G. (1993). Indian resistance to early Muslim invaders up to 1206 AD. Meerut City: Anu Books.
- Sarkar, Jadunath. (1997). Fall of the Mughal Empire: Vol. 1–4. Hyderabad: Orient Longman.
- Sarkar, Jadunath. (1975). Studies in economic life in Mughal India. Delhi: Oriental Publishers & Distributors.; (1987). Mughal economy: Organization and working. Calcutta, India: Naya Prokash.
- Srivastava, A. L. (1970). The Mughal Empire, 1526-1803 A.D. ... Seventh revised edition. Agra: Shiva Lal Agarwala & Co.
- Srivastava, A. L. (1975). Medieval Indian culture. Agra: Agarwala.
- Wink, André (2004). 《Indo-Islamic society: 14th - 15th centuries》. Al-Hind Series 3. BRILL. ISBN 9004135618. 2014년 4월 24일에 확인함.
- Wink, André (1996). Al-Hind: The Making of the Indo-Islamic Worlds Vol 1. E. J. Brill. ISBN 0-391-04173-8.

Primary sources
- Babur, ., & Thackston, W. M. (2002). The Baburnama: Memoirs of Babur, prince and emperor. New York: Modern Library.
- Muḥammad, A. K., & Pandit, K. N. (2009). A Muslim missionary in mediaeval Kashmir: Being the English translation of Tohfatu'l-ahbab.
- V. S. Bhatnagar (1991). 《Kānhaḍade Prabandha, India's Greatest Patriotic Saga of Medieval Times: Padmanābha's Epic Account of Kānhaḍade》. Aditya Prakashan. ISBN 978-81-85179-54-4.
- Jain, M. The India They Saw : Foreign Accounts (4 Volumes) Delhi: Ocean Books, 2011.